# Mycael
Pour les articles homonymes, voir Michael.
Mycael Pontes Moreira, plus simplement connu sous le nom de Mycael, né le 12 mars 2004 à Porto Velho, est un footballeur international brésilien qui joue au poste de gardien de but à l'Athletico Paranaense.

## Biographie

### Carrière en club
Né à Porto Velho au Brésil, Mycael a intégré le centre de formation du CA Paranaense en 2018, après être passé notamment par le Rondoniense,,,. Il y signe son premier contrat en juin 2020, avant de le prolonger jusqu'en 2027 deux ans plus tard. 
Après être apparu sur plusieurs feuilles de match en 2022, il est définitivement promu en équipe première pour la saison 2023. 

### Carrière en sélection
Déjà international dans les catégories inférieures Mycael s'illustre avec l'équipe du Brésil des moins de 20 ans dès 2021.
En juin 2022, Mycael est convoqué avec les moins de 20 ans, pour un tournoi amical.
Le 8 décembre 2022, il est appelé par Ramon Menezes pour le Championnat d'Amérique du Sud des moins de 20 ans qui a lieu début 2023,.
Le Brésil remporte le championnat pour la première fois en 12 ans, après avoir battu l'Uruguay, son dauphin, lors de la dernière journée,. Gardien titulaire, Mycael joue un rôle central dans la victoire de son équipe,,.

## Palmarès
Brésil -20 ans
- Championnat d'Amérique du Sud
  - Champion en 2023